# Rhipicephalus haemaphysaloides
Rhipicephalus haemaphysaloides är en fästingart som beskrevs av Supino 1897. Rhipicephalus haemaphysaloides ingår i släktet Rhipicephalus och familjen hårda fästingar. Inga underarter finns listade i Catalogue of Life.